# Peter Jacobson
Peter S. Jacobson (Chicago, Illinois, 24. ožujka 1965.) američki je filmski i televizijski glumac, najpoznatiji po ulozi dr. Chrisa Tauba u FOX-ovoj seriji Dr. House.

## Životopis
Peter S. Jacobson je rođen 24. ožujka 1965. u Chicagu kao sin židovskog novinara Waltera Jacobsona. Godine 1987. diplomirao je na Sveučilištu Brown, a 1991. na Juilliardu.
Iako nije igrao nijednu važniju ulogu osim u seriji Dr. House, Jacobson se pojavljivao u mnogim serijama. Značajan nastup je imao u seriji Zakon i red gdje je tumačio konzervativnog branitelja, a nastupio je i u filmu Laku noć i zbogom! (koji je nominiran za Oscara) 2005. godine.
Jacobson je nastupio i u serijama Stažist, CSI: Miami, The Lost Room i The Starter Wife, te u filmovima Transformeri i Ponoćni vlak smrti. Godine 2007. pojavio se kao plastični kirurg Chris Taub koji želi dobiti posao u Houseovom dijagnostičkom timu u istoimenoj seriji. Posao je dobio nakon par epizoda, te su ga, shodno s time, producenti potvrdili kao jednog od redovitih glumaca u seriji.
Imao je i nastup u seriji Royal Pains, a cameo nastup je imao i u filmu Domino Tonyja Scotta. 

## Vanjske poveznice
- Peter Jacobson u internetskoj bazi filmova IMDb-u (engl.)